# 陆鸣
陸鳴（1957年—），男，湖北武漢人，中国相聲演員，一級演員，享受武漢市專項津貼。曾獲得先后获得第二届中国曲艺牡丹奖、中国曲艺牡丹表演奖、中国相声金玫瑰奖、湖北省屈原文艺创作奖等。师从相声表演艺术家姜昆。

## 生平
1957年出生于武漢市漢口球場街50號。于1975年進入武漢説唱團任曲唱演員，現為武漢紅金龍説唱團團長。
其較有影響的作品有《吹拉彈唱》、《多多關照》、《台上台下》等，其中《多多關照》和《台上台下》層分別出現在1993和2002年春節聯歡晚會。其創作並與許勇合作的相聲《我要說相聲》曾參加第二屆CCTV相聲大賽。